# Tataouine Nord
La delegació o mutamadiyya de Tataouine Nord (àrab: معتمدية تطاوين الشمالية, muʿtamadiyyat Taṭāwīn ax-Xamaliyya) és una delegació de Tunísia a la governació de Tataouine, formada per la part oriental de la ciutat de Tataouine i els territoris vers el nord, est i sud-est.
En aquesta delegació es troben diversos ksars: Ksar Djelidat, Ksar Yekser, Kasr Maned, Ksar Tamelest i Ksar Ouled Soltane. Té una població de 54.320 habitants al cens del 2004, però la majoria corresponen a la ciutat de Tataouine. L'únic nucli de certa importància és Guetoufa, al sud-est.

## Administració
Com a delegació o mutamadiyya, duu el codi geogràfic 53 51 (ISO 3166-2:TN-12) i està dividida en quinze sectors o imades:
- En-Nozha (53 51 51)
- Ettadhamen (53 51 52)
- En-Nasr (53 51 53)
- Oued El Gemah (53 51 54)
- Berourmet (53 51 55)
- Telelt (53 51 56)
- Oued El Ghar (53 51 57)
- El Maouna (53 51 58)
- Ezzahra (53 51 59)
- Gattoufa (53 51 60)
- Khetma (53 51 61)
- Essâada (53 51 62)
- El Galâa Est (53 51 63)
- El Galâa Ouest (53 51 64)
- Beni Belal (53 51 65)

A nivell de municipalitats o baladiyyes, forma part de la municipalitat de Tataouine (codi geogràfic 53 11).